# 13279 Ґутман
13279 Ґутман (13279 Gutman) — астероїд головного поясу, відкритий 17 серпня 1998 року.
Тіссеранів параметр щодо Юпітера — 3,571.